# William Pesson
William Pesson, né en 1977, est un architecte et historien français de l'architecture. Il est membre du groupe d'architecture Arcas.

## Biographie
William Pesson est spécialiste de l'œuvre de Antoine Chrysostome Quatremère de Quincy et Président de l'Association des Amis de Quatremère.
Intéressé par les architectures liées à l'ésotérisme et au symbolisme telle l'architecture des temples maçonniques, il est l'auteur de nombreux essais et ouvrages sur ces thèmes.
Actif dans la défense du patrimoine architectural et urbain, il est notamment administrateur des Archives d'architecture moderne et membre de la Commission du label du patrimoine historique de l'association Vieilles maisons françaises et fondateur du Prix VMF-ARCAS consacré au Patrimoine du XXe siècle. 
Travaillant pour des expositions d'architecture, son goût pour les décors historicistes le pousse à étudier l'architecture des maisons closes : il est le conseiller artistique du film L'Apollonide - Souvenirs de la maison close du réalisateur Bertrand Bonello.

## Publications
- Les musées parisiens : Muséum national d'Histoire naturelle, Paris : Action artistique de la Ville de Paris, 2004
- Architectures maçonniques, Bruxelles, Archives d'Architecture Moderne, 2006
- Le Temple maçonnique de St. Louis, Missouri, Chroniques d'Histoire Maçonnique no 60, 2007
- Histoire d'une ambassade, l'Hôtel de Wignacourt, avec Maurice Culot, Bruxelles, Archives d'Architecture Moderne, 2008
- Le Temple "à l'amitié", rue Jacob, à Paris ; mythes et réalités, avec Baptiste Essevaz-Roulet, Chroniques d'histoire maçonnique no 62, 2008
- Quatremère de Quincy et le Panthéon, Revue de l'Habitat, no 543, avril 2009
- De l’Idéal au Réel, l’architecture maçonnique du XVIIIe siècle à nos jours, Paris, Catalogue de l'exposition, 2010
- Soulever le voile d’Isis, Architectures maçonniques d’inspiration égyptienne, Les cahiers Villard de Honnecourt no 76, 2010
- Le musée de la Franc-maçonnerie en trois points, Concepts et Tendances no 43, 2011
- El Canto del Gallo, La Arquitectura Masonica en Francia, Papeles de Masoneria n°VI, 2012
- Protéger le patrimoine funéraire, entre esthétique et devoir de mémoire : la tombe de Quatremère de Quincy, Protection des Paysages et de l’Esthétique de la France (SPPEF), 2 janvier 2014[5],
- Victor Laloux, Tours, un architecte dans sa ville : un architecte initié membre de la Loge Les Démophiles, Conseil départemental d'Indre-et-Loire, 2015
- Architectures rosicruciennes, Bruxelles, Archives d'Architecture Moderne[6], 2016  (ISBN 2871432872 et 978-2871432876)
- Mesures de l'homme, mesure du principe, Revue du Gire[7], n°4, septembre 2016
- Rose-Croix : une question inachevée ou l'initiation des invisibles, Franc-maçonnerie magazine n°52, décembre 2016, janvier 2017
- Le Grand Architecte de l’Univers, l’architecte Portraits et Clichés, Paris, Norma, Catalogue de l'exposition de la Cité de l'architecture, 2017  (ISBN 2-3766-6002-5)
- Parsifal à Versailles, les architectures inspirées de Louis II de Bavière, Modernes Arcadies, Bruxelles, Archives d'Architecture Moderne et Fondation les Treilles, 2017  (ISBN 2-8714-3327-5)
- Trois demeures philosophales, Modernes Arcadies, Bruxelles, Archives d'Architecture Moderne et Fondation les Treilles, 2017  (ISBN 2-8714-3327-5)
- Architectures maçonniques, derrière le voile, Revue VMF, n°278, mars 2018
- A brief history of initiation, Esoteric thoughts in architecture and its expression in cinema, Teatro Marittimo, n°7, Ene 2019
- Champigny-sur-Marne, Art nouveau, Art Déco, Modernisme, Paris, Archives d'Architecture Moderne, 2019
- Montparnasse du rêve, un art de vivre Art Déco, Paris, Archives d'Architecture Moderne, 2019
- Libertad, Igualdad, Fraternidad, Descripción general de las arquitecturas masónicas en Francia, Cultura Masónica n°42, juillet 2020
- Notre-Dame de Paris, une cathédrale du mystère et de l'alchimie, Un bretteur au service du patrimoine, Mélanges en l'honneur de Jean-Michel Leniaud, Paris, Marc et Martin, 2020
- Inspirations égyptisantes et décors intérieurs, Egyptomania - la collection Jean-Marcel Humbert, Lyon, Libel, 2022
- Les Symboles du pharaon, Architectures ésotériques égyptisantes, Art déco - Egyptomanie, Paris, Norma, 2022

## Interviews
- Le symbole retrouvé : Dan Brown et le mystère maçonnique, Éric Giacometti et Éric Ravenne, Paris, Le Fleuve Noir, 2009
- Washington, capitale de la franc-maçonnerie ?, Science & Vie, hors série no 30, 2010
- La Maison close est un lieu de l'esprit[8], Didier Péron, Libération, 21 septembre 2011
- A Paris, du neuf avec du vieux à Montsouris, Laurence Boccara, Le Monde, 6 et 7 décembre 2015[9]
- Architectures rosicruciennes, Baglis TV, 2021

## Expositions et commissariat
- Architectures maçonniques, Musée d'architecture La Loge, Bruxelles, 2007
- De l’Idéal au Réel, l’architecture maçonnique du XVIIIe siècle à nos jours, Musée de la Grande Loge de France, 2010